# طایفه برازی
طایفه برازی یکی از طایفه های بزرگ و قدیمی ملت کورد است. برازی ها در تمام چهار بخش کوردستان پراکنده شده اند.با توجه به نوشته های تاریخی این طایفه همراه با طایفه های هم تبار خود  از جمله ایل گلباغی و اردلان در زمان حمله سلجوقیان به آناتولی و شکست دولت مروانیان از کردستان ترکیه به کوردستان ایران مهاجرت کرده اند. محل سکونت آنها استان های  شانلی اورفه و شرناق در   کردستان ترکیه و در مناطق شمالی روژاوا  که با دو استان ذکر شده هم مرز است می باشد و بخشی از آنها نیز در کردستان ایران در شهرستان های  بیجار و دیواندره سقز و سنندج  ساکن هستند و به صورت پراکنده در اقلیم کردستان عراق نیز  زندگی می کنند .

## زبان و گویش
طایفه ی برازی به زبان کوردی با گویش های سورانی در کوردستان ایران و کورمانجی در کردستان ترکیه سخن می‌گویند.

## افراد سرشناش
افراد سرشناسی مانند مراد کارایلان جزو کادر رهبری حزب کارگران کردستان و رهبر زندانی و مؤسس حزب کارگران کردستان عبدالله اوجلان از این طایفه هستند.
افراد سرشناس دیگر.
- عثمان اوجالان
- محمود برازی
- امیروش(امید) برازی

## دین و مذهب
تقریبا تمام برازی ها مسلمان هستند. در کوردستان ایران اعضای این طایفه سنی شافعی هستند.و تقریبا در تمام چهار بخش دیگر کوردستان همین گونه است بجز بخشی از طایفه برازی در کردستان ترکیه مانند عشیرت اوجلان که علوی هستند.

## خاستگاه
خاستگاه احتمالی طایفه برازی جنوب شرقی ترکیه امروزی است و جمعیت بزرگی از این طایفه در استان های شرناخ و شانلی اورفه ساکن هستند. و به احتمال زیاد همین مناطق خاستگاه این طایفه است البته خود مردم این طایفه این مناطق را خاستگاه خود می دانند اما تاکنون تحقیق کاملی در مورد خاستگاه این مردم انجام نگرفته است .